# أبو الفتوح عمارة
أبو الفتوح عمارة - (9 سبتمبر 1931 - 18 يوليو 1998)، ممثل مصري - ولد في قرية أخطاب إحدى قرى مركز أجا بمحافظة الدقهلية( نفس القرية التي ولد بها الشاعر نجيب سرور ) من عائلة عريقة في القرية يوم 9 سبتمبر عام 1931 - ظهر في معظم أفلام السبعينات والثمانينيات والتسعينيات . وهو شقيق الممثلة فاطمة عمارة.

## أعماله

### من المسلسلات
- رأفت الهجان
- البخيل وأنا.
- يوميات ونيس.
- ليالي الحلمية الأجزاء 1، 2، 3.

### الأفلام
- 1986: آه يا بلد آه
- مدرسة المشاغبين.
- الشياطين والكورة.
- أنا اللي قتلت الحنش.
- المناسبات.
- المواطن مصري.

## روابط خارجية
- أبو الفتوح عمارة على موقع الدهليز
- أبو الفتوح عمارة على موقع قاعدة بيانات الأفلام العربية